# Асет Найманбайулы
Асет Найманбайулы (1876, ныне аул Бахты Уржарского района Восточно-Казахстанской области — 22.03.1923, город Кульджа, Китай) — казахский акын, певец, композитор. Отец Найманбай происходит из подрода майлык рода каракесек племени аргын, мать Кермекас происходит из подрода байгана рода байыс племени найман Среднего жуза.
Асет хорошо знал арабскую грамоту, восточную поэзию. Асет автор кисса-дастанов «Салиха — Самен», «Ағаш ат», «Перизат», «Үш жетім қыз», «Нұғыман — Нағым», «Мәлік — Дарай», «Жәмсап» и «Кешубай», «Ақырғы сөз». В произведениях Асет воспета любовь к родной земле, разрабатываются темы семьи, равноправия женщин, звучит призыв к знаниям, культуре, постижению смысла жизни. Произведения Асета отражают черты кочевого быта, историю, этнографию казахского народа. В творчестве Асета получили развитие песенные традиции Сарыарки, у истоков которых стояли Биржан сал и Акан сери. Асет — автор песен «Кисмет», «Інжу — Маржан» (или «Песня Асета»), «Мақпал», «Қарагөз», «Майда қоңыр», «Қоңырқаз», «Әпитөк» и других.
Музыкально-поэтическое дарование Асет проявилось в айтысах с знаменитыми акынами Бактыбаем, Карибаем, Арипом, Кали, Саматом, Рысжан и Маликой. В 1910 году опубликованы песни Асета, записанные К. Халиди. Произведения Асет впервые опубликованы С.Сейфуллиным (1925). Первая статьи о жизни и творчестве Асета вышла в 1936 году (автор Б.Искаков). Первый сборник произведения Асета вышел в 1968 году (составил Б.Адамбаев). Он включал 34 стихотворения (включая песни), 4 айтыса, 4 кисса-дастана. В сборник «Асет» (составитель Б.Нуржанов, 1988) вошло 29 песен, 71 стихотворении, 10 айтысов, 8 кисса-дастанов.